# Kelchie Arizmendi
Kelchie Arizemendi (née Kelchie Arizmendi Castellanos le 6 mars 1977 à Mexico), est une actrice mexicaine.

## Carrière
Kelchie Arizemendi commence sa carrière d'actrice à l'âge de 18 ans en fréquentant le Centre d'éducation artistique CEA de Televisa où elle progresse auprès d'acteurs et d'actrices célèbres de la télévision comme : Claudia Troyo, Adriana Nieto, Susana González, Arleth Terán, Miguel Angel Biago, entre autres.  Son début à la télévision se fait à l'âge de 21 ans dans une production de Juan Osorio en tant qu'adolescente.
En 1998, elle obtient son premier rôle dans la telenovela Vivo por Elena de Juan Osorio en interprétant « Panchita » alías la « Risitas », une fille tombée dans la délinquance et d'allure masculine. Après ce travail, l'actrice fait partie du programme Qué nos pasa ? en participant à plusieurs épisodes.
En 2015, elle joue dans la telenovela Hasta el fin del mundo où Julián Gil est l'antagoniste principal.
En 2016, elle tient le rôle de Felicia dans la telenovela Sueño de amor où Julián Gil incarne Ernesto de la Colina.

## Filmographie

### Telenovelas
- 1998 : Vivo por Elena : Panchita (La Risitas)
- 1999 : Alma rebelde : Graciela
- 2000 : Carita de angel : Lorena « Lore »
- 2001 : Amigas y rivales : Gisela
- 2001 : Salomé (es) : Natalia
- 2002 : Así son ellas : Violeta Carmona (Jeune)
- 2002 : Clase 406 : Antonia « Toña » (3e saison)
- 2003 : De pocas, pocas pulgas : Cristina
- 2003 : Velo de novia : Patricia « Patty »
- 2005 : Contra viento y marea : Fuensanta
- 2006 : La plus belle des laides (La fea más bella) : Azáfata
- 2007 : Yo amo a Juan Querendón : infirmière
- 2007 : Destilando amor : Eduvina
- 2007 : Tormenta en el paraíso : Brisa
- 2008 : Juro que te amo : Irma
- 2010 : Llena de amor : Marilda
- 2011 : Ni contigo ni sin ti : Tania
- 2012 : Un refugio para el amor : Norma
- 2012-2013 : Amores verdaderos : hôte
- 2012-2013 : Porque el amor manda : Docteur Elbia Muñiz
- 2013-2014 : Quiero amarte : Nuria
- 2014-2015 : Mi corazón es tuyo : Docteur Sofía Eguiarte Bosch
- 2014-2015 : Hasta el fin del mundo : Analía
- 2016 : Sueño de amor : Felicia
- 2017 : El bienamado : Inés
- 2017-2018 : Sin tu mirada : Ximena Roel
- 2018 : Tenías que ser tú : Maestra Julia

### Séries de télévision
- Como dice el dicho
- 2015 : Quien no conoce a Dios, donde quiere se anda hincando : Gloria
- 2013 : Quien Hace un Mal, el Suyo Le Viene Atrás : Graciela
- La Rosa de Guadalupe
- 2015 : La Ambición : Lidia Sanchez
- 2014 : Un viento en la ventana : Silvia
- 2014 : El Amor nunca tiene la Culpa : Guillermina
- 2013 : Niña Problema :  Elvira
- 2012 : Una Salida falsa del dolor : Rebeca
- 2011 : La Amistad no tiene nombre : Tamara
- 2011 : La Menos culpable : Raquel
- 2008 : Volver a verte : Alisson
- 2001-2007: Mujer, Casos de la vida Real : différents épisodes

### Émissions de télévision
- 1998-1999 : ¿Qué nos pasa? : différents épisodes
- 2005 : VidaTV : Elle-même
- 2005 : Los perplejos : Elle-même
- 2012 : Se vale : invitée
- 2013 : Noches con Platanito : Invitée dans les deux
- 2014 : Esto es Guerra : invitée
- 2014 : Radio Fórmula : Flor Rubio  (invitée)
- 2014 : Amordidas : Silvia Olmedo  (invitée)

### Théâtre
- 2013-2014 : Se Busca el Hombre de mi Vida : Inés
- 2013-2014 : Stand bY Comedy : Kelchie Arizmendi
- 2006-2007 : Panal Gastronómico : La Novia Feliz, Miss, entre autres personnages